# Марич, Здравко
Здравко Марич (хорв. Zdravko Marić; р. 3 февраля 1977, Славонский Брод) — хорватский экономист, чиновник. Министр финансов Хорватии в правительстве Тихомира Орешковича с 22 января 2016 и в правительстве Андрея Пленковича с 19 октября 2016.

## Биография
Выпускник экономического факультета Загребского университета 2000 года. В 2007 году закончил обучение по программе управление государственными финансами в Школе государственного управления им. Джона Ф. Кеннеди при Гарвардском университете. В 2008 году получил докторскую степень по экономике в своей альма-матер. Его диссертация называлась «Влияние прямых иностранных инвестиций на производительность хорватских компаний».
В 2001 году устроился на работу ассистентом в столичном Институте экономики. В 2006 году перешел на работу в Министерство финансов, где стал советником министра Ивана Шукера. В 2008 году получил повышение по службе, будучи назначенным государственным секретарем министерства, в ведении которого, в частности, был бюджет. Принимал активное участие в работе команды, которая вела переговоры об условиях членства Хорватии в Евросоюзе, управляя группой, которая отвечала за раздел, посвященный бюджету и финансовым положением. После смены власти, в результате чего министерство финансов возглавил социал-демократ Славик Линич, Марич не принял предложение остаться на занимаемой должности. В 2012 году он ушел из правительства и поступил на работу в торговую компанию «Агрокор» на должность исполнительного директора по вопросам стратегии и капитала.
В январе 2016 года по рекомендации Хорватского демократического содружества занял пост министра финансов в правительстве Тихомира Орешковича.
Женат, отец двоих детей. Кроме хорватского, также свободно говорит английском и итальянском языках.